# Јакопо Пери
Јакопо Пери (Zazzerino) (20. август 1561 – 12. август 1633) био је италијански композитор и певач у прелазном периоду између ренесансног и барокног стила, често називан ствараоцем опере. Написао је прво оперско дело, Дафне (око 1597), као и прву оперу која је до дана данашњег преживела, Еуридице (1600).

## Биографија
Јакопо Пери је рођен у Риму, али је студирао у Флоренси са Кристофано Малвецијем и ишао на посао у бројне цркве, и као органиста и као певач. Накнадно је почео да ради на Медичи двору, прво као тенор певач и пијаниста, а касније као композитор. Његова најранија дела су инцидентна музика за представе, интермеде и мадригале.
У 90-им годинама 16. века, Пери је почео да сарађује са Јакопо Корсијем, водећим покровитељем музике у Фиренци. Веровали су да је савремена уметност инфериорна у односу на класична грчка и римска дела, стога су покушали да поново створе грчку трагедију, како су је разумели. Њихов рад је додат раду од Флорентина Камерате из претходне деценије, што је произвело прве експерименте у монодији, песме соло стила преко continuo баса која се касније претворила у рецитативе и арије. Пери и Корси довели су песника Отавија Ринучинија да напише текст, и резултат је био Дафне, мада данас сматран као нешто потупуно другачије од онога што би Грци препознали, која је виђена као први рад у новој форми, опера.
Ринучини и Пери касније су сарађивали и заједно написали Еуридику. Први пут је изведена 6. октобра 1600. у Palazzo Pitti. Насупрот Дафне, преживела је до дана данашњег (премда ретко икад извођена, а ипак само као историјска вредност). Дело је садржало рецитативе, нови развој који је био између арије и хора и користио је за покретање акције.
Пери је стварао бројне друге опере, често у сарадњи са другим композиторима (као Ла Флора, са Марко да Гаглианом) и такође написао бројна друга дела за различите дворске разоноде. Мали број његових дела се и дан данас изводи, а чак и у време његове смрти његов стил опере је изгледао прилично старомодан у поређењу са радовима релативно млађих реформиста као што је Клаудио Монтеверди. Перијев утицај на те касније композиторе, је ипак био велики.